# Antonowo (sielsowiet Woropajewo)
Antonowo – dawna kolonia. Tereny, na których była położona, leżą obecnie na Białorusi, w obwodzie witebskim, w rejonie szarkowszczyńskim, w sielsowiecie Woropajewo.

## Historia
W czasach zaborów w gminie Łuczaj, w powiecie dzisieńskim, w guberni wileńskiej Imperium Rosyjskiego
W latach 1921–1945 kolonia leżała w Polsce, w województwie wileńskim, w powiecie dziśnieńskim od 1929 roku w gminie Kozłowszczyzna.
W 1931 w 1 domu zamieszkiwało 10 osób.
Miejscowość należała do parafii rzymskokatolickiej w Duniłowiczach i prawosławnej w Osinogródku. Podlegała pod Sąd Grodzki w Duniłowiczach i Okręgowy w Wilnie; właściwy urząd pocztowy mieścił się w Kozłowszczyźnie.
W 1938 roku miejscowość należała do gromady Osinogródek gminy Kozłowszczyzna.